# Sei Nazioni 2014
Il Sei Nazioni 2014 (in inglese 2014 Six Nations Championship; in francese Tournoi des Six Nations 2014; in gallese Pencampwriaeth y Chwe Gwlad 2014) fu la 15ª edizione del torneo annuale di rugby a 15 tra le squadre nazionali di Francia, Galles, Inghilterra, Irlanda, Italia e Scozia, nonché la 120ª in assoluto considerando anche le edizioni dell'Home Nations Championship e del Cinque Nazioni.
Noto per motivi di sponsorizzazione come 2014 RBS Six Nations Championship a seguito di accordo di partnership commerciale con la Royal Bank of Scotland, si tenne dal 1º febbraio al 14 marzo 2014.
Fu vinto dall'Irlanda, al suo ventesimo titolo complessivo, che chiuse il torneo in testa appaiata all'Inghilterra.
Come l'anno precedente, quindi, la discriminante dei punti fatti/subiti fu decisiva per l'assegnazione del titolo; nell'era del Sei Nazioni fu la quinta volta che ciò accadde, nonché l'ottava dal 1994, anno dell'abolizione delle vittorie condivise.
Il valore delle marcature, come stabilito dall’IRFB nel 1992, era: 5 punti per ciascuna meta (7 se trasformata), 3 punti per la realizzazione di ciascun calcio piazzato, idem per il drop.

## Avvenimenti
Si trattò di una delle edizioni più combattute della storia recente del torneo, in quanto all'ultima giornata tre squadre ― Francia, Inghilterra e Irlanda, tutte e tre a 6 punti dopo 4 incontri ― erano in lizza per la vittoria finale; nella quinta giornata, disputatasi il 15 marzo, l'Inghilterra batté l'Italia 52-11 a Roma portandosi provvisoriamente in testa al torneo.
L'Irlanda, che dopo l'incontro degli inglesi vantava rispetto a questi ultimi una differenza punti più favorevole, avrebbe potuto vincere il torneo solo battendo la Francia con qualsiasi punteggio; a sua volta la Francia avrebbe potuto vincere il torneo solo con una larghissima vittoria, vantando una differenza punti inferiore di circa 80 punti rispetto agli avversari di giornata e di circa 70 rispetto agli inglesi.
Nella partita dello Stade de France, comunque, i padroni di casa disputarono un incontro combattutissimo, nonostante le oggettivamente scarse possibilità di vincere il torneo, ma l'Irlanda, grazie anche a un Jonathan Sexton in grande spolvero (suoi 17 punti su 22, frutto di due mete trasformate e due piazzati), si impose di stretta misura, 22-20, vincendo partita e torneo.
A titolo statistico, il Sei Nazioni 2014 vide l'Italia prendere il suo primo Whitewash dal 2009, ultima volta in cui chiuse il torneo a zero vittorie; Sergio Parisse e Martín Castrogiovanni divennero i giocatori italiani col maggior numero di presenze (105).
Parimenti, il gallese Gethin Jenkins, con lo stesso numero di presenze, raggiunse analogo primato per il suo Paese.
Infine l'irlandese Brian O'Driscoll, nella giornata di chiusura, celebrò contemporaneamente la vittoria nel torneo e la fine della sua carriera internazionale dopo 133 incontri per il suo Paese e 141 complessivi considerando gli 8 disputati nei British and Irish Lions, grazie ai quali divenne il detentore pro-tempore del record di presenze internazionali superando di due il precedente primatista, l'australiano George Gregan.
La copertura televisiva del torneo fu assicurata nel Regno Unito dalla BBC, ivi compreso il suo canale regionale per le emissioni in lingua gallese; in Irlanda fu RTÉ, la televisione di Stato, ad aggiudicarsi i diritti di trasmissione fino al 2017; anche in Francia la copertura fu affidata alla TV di Stato, France Télévisions; in Italia fu l'emittente DMAX, del gruppo Discovery Communications, a trasmettere in chiaro tutti gli incontri, grazie a un contratto in esclusiva che copriva quattro edizioni di torneo fino al 2017.

## Nazionali partecipanti e sedi
| Squadra     | Città       | Impianto interno   |
| ----------- | ----------- | ------------------ |
| Francia     | Saint-Denis | Stade de France    |
| Galles      | Cardiff     | Millennium Stadium |
| Inghilterra | Londra      | Twickenham         |
| Irlanda     | Dublino     | Aviva Stadium      |
| Italia      | Roma        | Stadio Olimpico    |
| Scozia      | Edimburgo   | Murrayfield        |

## Risultati

### 1ª giornata
| Arbitro: | John Lacey |

|                             |      |                     |
| Cuthbert 3’ S. Williams 37’ | mt   | 42’, 68’ Campagnaro |
| Halfpenny 3’, 37’           | tr   | 68’ Allan           |
| Halfpenny 28’, 66’, 73’     | c.p. | 13’ Allan           |

| Arbitro: | Nigel Owens |

|                                 |      |                              |
| Huget 1’, 17’ Fickou 76’        | mt   | 36’ Brown 47’ Burrell        |
| Machenaud 76’                   | tr   | 47’ O. Farrell               |
| Doussain 10’, 42’ Machenaud 69’ | c.p. | 5’, 22’ O. Farrell 72’ Goode |
|                                 | drop | 56’ Care                     |

| Arbitro: | Craig Joubert |

|                                        |      |                  |
| Trimble 40’ Heaslip 46’ R. Kearney 70’ | mt   |                  |
| Sexton 46’, 70’                        | tr   |                  |
| Sexton 13’, 22’, 56’                   | c.p. | 18’, 42’ Laidlaw |

### 2ª giornata
| Arbitro: | Wayne Barnes |

|                          |      |               |
| Henry 31’ Jackson 78’    | mt   |               |
| Sexton 31’ Jackson 79’   | tr   |               |
| Sexton 7’, 16’, 45’, 55’ | c.p. | 55’ Halfpenny |

| Arbitro: | Jérôme Garcès |

|  |      |                       |
|  | mt   | 14’ Burrell 58’ Brown |
|  | tr   | 14’, 58’ O. Farrell   |
|  | c.p. | 28’ O. Farrell        |
|  | drop | 5’ Care               |

| Arbitro: | Jaco Peyper |

|                                       |      |             |
| Picamoles 42’ Fofana 45’ Bonneval 51’ | mt   | 76’ Iannone |
| Doussain 43’, 46’, 52’                | tr   | 77’ Orquera |
| Doussain 26’, 33’, 38’                | c.p. | 28’ Allan   |

### 3ª giornata
| Arbitro: | Alain Rolland |

|                                 |      |                          |
| North 5’ Warburton 63’          | mt   |                          |
| Halfpenny 63’                   | tr   |                          |
| Halfpenny 2’, 9’, 19’, 34’, 40’ | c.p. | 16’ Doussain 31’ Plisson |

| Arbitro: | Steve Walsh |

|                       |      |                  |
| Allan 39’ Furno 70’   | mt   | 53’, 67’ Dunbar  |
| Allan 39’ Orquera 70’ | tr   | 67’ Weir         |
| Allan 13’, 31’        | c.p. | 22’, 45’ Laidlaw |
|                       | drop | 79’ Weir         |

| Arbitro: | Craig Joubert |

|                  |      |                |
| Care 56’         | mt   | 41’ R. Kearney |
| O. Farrell 56’   | tr   | 41’ Sexton     |
| Farrell 24’, 53’ | c.p. | 49’ Sexton     |

### 4ª giornata
| Arbitro: | Nigel Owens |

|                                                                          |      |             |
| Sexton 6’, 59’ Trimble 37’ Healy 52’ Cronin 68’ McFadden 77’ McGrath 80’ | mt   | 24’ Sarto   |
| Sexton 6’, 37’ Jackson 68’, 77’                                          | tr   | 25’ Orquera |
| Sexton 31’                                                               | c.p. |             |

| Arbitro: | Chris Pollock |

|                      |      |                                     |
| Hogg 12’ Seymour 22’ | mt   | 45’ Huget                           |
| Laidlaw 12’, 22’     | tr   | 45’ Machenaud                       |
| Weir 61’             | c.p. | 1’, 10’, 16’ Machenaud 78’ Doussain |

| Arbitro: | Romain Poite |

|                                    |      |                                       |
| Care 4’ Burrell 33’                | mt   |                                       |
| O. Farrell 4’, 33’                 | tr   |                                       |
| O. Farrell 18’, 26’, 45’, 54’, 58’ | c.p. | 8’, 22’, 30’, 37’, 40’, 56’ Halfpenny |

### 5ª giornata
| Arbitro: | Pascal Gaüzère |

|                 |      |                                                                                       |
| Sarto 68’       | mt   | 12’, 37’ Brown 31’ O. Farrell 52’ Nowell 60’ M. Vunipola 67’ M. Tuilagi 80+1’ Robshaw |
|                 | tr   | 12’, 31’, 37’, 52’, 60’, 67’, 80+1’ O. Farrell                                        |
| Orquera 6’, 22’ | c.p. | 10’ O. Farrell                                                                        |

| Arbitro: | Jérôme Garcès |

|                                                                             |      |            |
| L. Williams 15’ North 33’, 41’ Roberts 38’, 47’ Faletau 52’ R. Williams 73’ | mt   |            |
| Biggar 15’, 33’, 38’, 47’ Hook 73’                                          | tr   |            |
| Biggar 8’, 23’                                                              | c.p. | 3’ Laidlaw |

| Arbitro: | Steve Walsh |

|                          |      |                             |
| Dulin 30’ Szarzewski 62’ | mt   | 20’, 46’ Sexton 25’ Trimble |
| Machenaud 30’, 62’       | tr   | 26’, 47’ Sexton             |
| Machenaud 1’, 14’        | c.p. | 52’ Sexton                  |

## Classifica
| Pos | Squadra     | G | V | N | P | PF  | PS  | DP   | Pt |
| --- | ----------- | - | - | - | - | --- | --- | ---- | -- |
| 1   | Irlanda     | 5 | 4 | 0 | 1 | 132 | 49  | +83  | 8  |
| 2   | Inghilterra | 5 | 4 | 0 | 1 | 138 | 65  | +73  | 8  |
| 3   | Galles      | 5 | 3 | 0 | 2 | 122 | 79  | +43  | 6  |
| 4   | Francia     | 5 | 3 | 0 | 2 | 101 | 100 | +1   | 6  |
| 5   | Scozia      | 5 | 1 | 0 | 4 | 47  | 138 | −91  | 2  |
| 6   | Italia      | 5 | 0 | 0 | 5 | 63  | 172 | −109 | 0  |